# Акари (Колумбия)
Акари (исп. Hacarí) — город и муниципалитет в северо-восточной части Колумбии, на территории департамента Северный Сантандер. Входит в состав Западного субрегиона.

## История
Поселение, из которого позднее вырос город, было основано 2 августа 1780 года. Муниципалитет Акари был выделен в отдельную административную единицу в 1908 году.

## Географическое положение

Муниципалитет Акари

Город расположен в западной части департамента, в горной местности Восточной Кордильеры, на расстоянии приблизительно 79 километров к северо-западу от города Кукута, административного центра департамента. Абсолютная высота — 1247 метров над уровнем моря.
Муниципалитет Акари граничит на севере и северо-западе с территорией муниципалитета Сан-Каликсто, на востоке — с муниципалитетом Сардината, на юго-востоке — с муниципалитетом Абрего, на юго-западе — с муниципалитетом Ла-Плая-де-Белен. Площадь муниципалитета составляет 410 км².

## Население
По данным Национального административного департамента статистики Колумбии, совокупная численность населения города и муниципалитета в 2015 году составляла 10 657 человек.
Динамика численности населения муниципалитета по годам:
| 2005   | 2006   | 2007   | 2008   | 2009   | 2010   | 2011   | 2012   | 2013   | 2014   | 2015   |
| ------ | ------ | ------ | ------ | ------ | ------ | ------ | ------ | ------ | ------ | ------ |
| 10 121 | 10 165 | 10 211 | 10 259 | 10 309 | 10 362 | 10 416 | 10 473 | 10 532 | 10 593 | 10 657 |

Согласно данным переписи 2005 года мужчины составляли 53,6 % от населения Акари, женщины — соответственно 46,4 %. В расовом отношении белые и метисы составляли 99,8 % от населения города; индейцы — 0,1 %; негры, мулаты и райсальцы — 0,1 %.
Уровень грамотности среди всего населения составлял 63,1 %.

## Экономика
Основу экономики Акари составляет сельское хозяйство.
67,5 % от общего числа городских и муниципальных предприятий составляют предприятия торговой сферы, 25,4 % — предприятия сферы обслуживания, 5,3 % — промышленные предприятия, 1,8 % — предприятия иных отраслей экономики.